# Rovte, Logatec
Rovte so naselje in sedež istoimenske krajevne skupnosti v občini Logatec.
Rovte se prvič omenja kot samostojno župnijo oziroma vikariat leta 1694. 
5. novembra leta 1944, že pred koncem 2. svetovne vojne, je bila v spomin na vse žrtve 1. in 2. svetovne vojne v Rovtah postavljena Marijina kapelica. Seznam žrtev so dopolnili leta 1993 in tako zapisali žrtve od posvetitve kapelice do konca vojne ter žrtve vojne za samostojno Slovenijo.
V Rovtah je bila 25. avgusta 2013  slovesnost ob 20. obletnici postavitve farnih spominskih plošč, 70. obletnici ustanovitve slovenskega domobranstva, ter ob evropskem dnevu spomina na žrtve vseh totalitarnih režimov. 
V zaselku Grapa vsako drugo soboto v juliju od leta 2000 naprej organizirajo Praznik tradicionalne košnje.
Športno društvo Kovk Rovte v sodelovanju z ostalimi društvi in organizacijami od leta 2002 v začetku julija organizira festival Poletje v Rovtah, ki združuje športne, kulturne in zabavne dogodke.

## Cerkev
Župnijska cerkev v naselju je posvečena sv. Mihaelu in pripada ljubljanski nadškofiji.

## Galerija
- Rovte ~ 1950
- Cerkev sv. Mihaela
- Stara krajevna tabla